# ناثان سينكالا
ناثان سينكالا (بالإنجليزية: Nathan Sinkala)‏ (مواليد 22 نوفمبر 1990) هو لاعب كرة قدم زامبي يلعب حاليًا لصالح نادي غراسهوبر زيوريخ على سبيل الإعارة من تي بي مازيمبي الكونغولي.

## الألقاب

### الأندية
تي بي مازيمبي
- الدوري الوطني الكونغولي: 2012، 2013

### المنتخب
زامبيا
- كأس الأمم الأفريقية: كأس الأمم الأفريقية 2012

## روابط خارجية
- ناثان سينكالا على موقع الاتحاد الدولي (مؤرشف)  (الإنجليزية)
- ناثان سينكالا على موقع قاعدة بيانات كرة القدم.إي يو (الإنجليزية)
- ناثان سينكالا على موقع ناشيونال فوتبول تيمز (الإنجليزية)
- ناثان سينكالا على موقع Soccerway.com (الإنجليزية)
- ناثان سينكالا على موقع عالم كرة القدم.نت (الإنجليزية)
- ناثان سينكالا على موقع كووورة
- ناثان سينكالا على موقع AS.com (الإسبانية)
- صفحة اللاعب على سوكر واي